# ريك روبن
فريدريك جاي «ريك» روبن، (بالإنجليزية: Frederick Jay "Rick" Rubin)‏ (10 مارس 1963-) هو منتج صوتيات أمريكي والرئيس المؤسس المشترك لشركة «تسجيلات كولومبيا». وهو أيضًا المؤسس المشترك لشركة «تسجيلات ديف جام» بالاشتراك مع روسيل سيمونز، كما قام أيضًا بتأسيس شركة «أميريكان ريكوردنغز». زاد ريك روبن من شهرة الهيب-هوب، وذلك بعمله مع فرقة «بيستي بويز»، والمغني إل إل كول جي، ومجموعة «ببليك إنيمي»، ومجموعة «رن-دي إم سي».

## روابط خارجية
- ريك روبن على موقع IMDb (الإنجليزية)
- ريك روبن على موقع ميتاكريتيك (الإنجليزية)
- ريك روبن على موقع الموسوعة البريطانية (الإنجليزية)
- ريك روبن على موقع ألو سيني (الفرنسية)
- ريك روبن على موقع ميوزك برينز (الإنجليزية)
- ريك روبن على موقع رولينغ ستون (الإنجليزية)
- ريك روبن على موقع أول موفي (الإنجليزية)
- ريك روبن على موقع قاعدة بيانات الأفلام السويدية (السويدية)
- ريك روبن على موقع إن إن دي بي (الإنجليزية)
- ريك روبن على موقع أول ميوزيك (الإنجليزية)